# ピュラ (小惑星)
ピュラ (632 Pyrrha) は小惑星帯に位置する小惑星である。ハイデルベルクでアウグスト・コプフによって発見された。
ギリシア神話に登場するエピメーテウスとパンドーラーの娘で、デウカリオーンの妻であるピュラーにちなんで命名された。